# Capillipedium laoticum
Capillipedium laoticum är en gräsart som beskrevs av Aimée Antoinette Camus. Capillipedium laoticum ingår i släktet Capillipedium och familjen gräs. Inga underarter finns listade i Catalogue of Life.